# Українець Дмитро Степанович
Дмитро́ Степа́нович Украї́нець (12 січня 1948) — український військовик, контрадмірал ВМС Збройних сил України.

## Життєпис
1994 року став першим командиром Західного морського району ВМС України. Був начальником штаба під час проведення навчань «Сі бріз-97». Очолює Одеське міське відділення Українського фонду Соціальних гарантій військовослужбовців та ветеранів збройних сил.